# Juan Barral
Juan Barral Pastor (Pego, 1871 - Valencia, 1954) fue un abogado y político español.

## Biografía
Se licenció en Derecho en la Universidad de Valencia. Fue uno de los representantes del sector moderado del Partido de Unión Republicana Autonomista (PURA), y junto con el jefe del partido, Félix Azzati, defendió la autonomía de acción respecto al Partido Republicano Radical dirigido por Alejandro Lerroux.
Fue elegido diputado en el Congreso en las elecciones generales de 1910 y alcalde de Valencia en 1914. Posteriormente su relevancia política decayó, pero continuó como destacado miembro del partido. Durante la Segunda República fue miembro de la Confederación Española de Derechas Autónomas (CEDA). Al acabar la Guerra Civil, merced las buenas relaciones que mantuvo su partido con Juan March Ordinas, fue nombrado, entre otros cargos, presidente del consejo de administración de Trasmediterránea y presidente de la Unión Naval de Levante.